# Dean Gardiner
Dean Gardiner (* 29. Februar 1988 in Tipperary) ist ein ehemaliger irischer Boxer im Superschwergewicht. 

## Karriere
Gardiner war während seiner Wettkampfkarriere 1,95 m groß, boxte in der Linksauslage und trainierte in Clonmel und Dublin. Gardiner war Irischer Meister 2015, 2016, 2018 und 2019, nahm an den EU-Meisterschaften 2014 (6. Platz), den Europaspielen 2015 (7. Platz) und den Europameisterschaften 2015 (9. Platz) teil. Bei der europäischen Olympiaqualifikation 2016 schied er im zweiten Kampf gegen Məhəmmədrəsul Məcidov aus und startete anschließend bei der weltweiten Qualifikation, wo er gegen Satish Kumar, Wiktor Wychryst und Aleksei Zavatin das Finale erreichte, dort aber gegen den Italiener Guido Vianello verlor und somit kein Olympiaticket lösen konnte.
2017 gewann er das Round Robin Tournament in Dublin gegen Djamili-Dini Aboudou und Guido Vianello. Bei den Europameisterschaften 2017 unterlag er nach einem Vorrunden-Freilos im Achtelfinale gegen Wiktor Wychryst und konnte sich somit nicht direkt für die Weltmeisterschaften 2017 in Hamburg qualifizieren, da dies ein Erreichen des Viertelfinales vorausgesetzt hätte. Da jedoch der britische Silbermedaillengewinner Frazer Clarke verletzungsbedingt nicht an der WM teilnehmen konnte, wurde Gardiner als gegen den Goldmedaillengewinner ausgeschiedener Achtelfinalist nachnominiert. In Hamburg schied Gardiner dann im Achtelfinale aus.
Bei den EU-Meisterschaften 2018 in Spanien schied er im ersten Kampf gegen Frazer Clarke aus. Ebenfalls medaillenlos blieb er bei den Europaspielen 2019.
Im Januar 2021 erklärte er seinen Rücktritt vom internationalen Wettkampfsport.